# Nadeen El-Dawlatly
Nadeen Ahmad Ali El-Dawlatly (en arabe : نادين أحمد علي الدولتلي, née le 22 juin 1993 à Doha, est une pongiste égyptienne.

## Carrière
Nadeen El-Dawlatly est sacrée championne d'Afrique en double dames en 2010 à Yaoundé avec Sara El-Sokary ; elle est aussi médaillée d'argent par équipe ainsi qu'en double mixte avec El-Sayed Lashin (en) dans ces championnats.
Elle est médaillée de bronze en double dames avec Dina Meshref ainsi qu'en double mixte avec El-Sayed Lashin (en) aux Jeux africains de 2011 à Maputo.
Elle conserve ensuite son titre de championne d'Afrique de double dames en 2012 au Caire avec Dina Meshref. Elle est ensuite médaillée de bronze par équipes aux Jeux méditerranéens de 2013 à Mersin.
Elle remporte aux Jeux africains de 2015 à Brazzaville la médaille d'argent en individuel ainsi qu'en double dames avec Dina Meshref et la médaille d'or par équipe.